# وزارة المالية العامة (غواتيمالا)
وزارة المالية العامة (بالإسبانية: Ministerio de Finanzas Públicas)‏ هي وزارة حكومية في غواتيمالا مسؤولة عن السياسة المالية والمالية العامة.
وزير المالية العام الحالي هو جوناثان مينكوس، وذلك منذ سنة 2024.

## أنظر أيضا
- بنك غواتيمالا

## روابط خارجية
- وزارة المالية العامة